# Ted Jan Roberts
Ted Jan Roberts il suo nome per intero è Theodore Jan Roberts, conosciuto anche con gli pseudonimi di T.J. Roberts e Ted Roberts (Los Angeles, 24 settembre 1979 – 6 giugno 2022) è stato un attore statunitense.
Conosciuto per i film e serie lelevisive, basati sulle arti marziali. Protagonista nella serie televisiva Masked Rider: il cavaliere mascherato, ispirato alla serie live action giapponese Kamen Rider.
I film più conosciuti dell'attore sono: Il segreto del mio potere (1995), diretto da Art Camacho ed Il mio amico ninja (1993), diretto da Joseph Merhi.

## Filmografia

### Cinema
- Il mio amico ninja (Magic Kid), regia di Joseph Merhi (1993)
- Il mio amico ninja 2 (Magic Kid II), regia di Stephen Furst (1994)
- Un gioco molto pericoloso (A Dangerous Place), regia di Jerry P. Jacobs (1994)
- Il segreto del mio potere (The Power Within), regia di Art Camacho (1995)
- Pronto a colpire (Tiger Heart), regia di Georges Chamchoum (1996)
- Hollywood Safari, regia di Henri Charr (1997)
- Lost, regia di Sean Stanek (1999)
- Pissed, regia di Jaime Gomez (2005)
- Milk, regia di Gus Van Sant (2008)
- Heart and Hull, regia di Ryan Gallagher (2015)
- Room 138, regia di Marissa Crisafulli (2017)

### Serie TV
- Sposati con figli (Married with Children)  – serie TV, episodi 7x3 (1992)
- Evening Shade – serie TV, episodi 4x7 (1993)
- Power Rangers (Mighty Morphin Power Rangers) – serie TV, episodi 3x1-3x2-3x3 (1995)
- Masked Rider - Il cavaliere mascherato (Masked Rider) – serie TV, 40 episodi (1995-1996)
- Hollywood Safari – serie TV, 19 episodi (1998-2001)